# 尤尼夫卡
50°46′2″N 24°53′8″E / 50.76722°N 24.88556°E
尤尼夫卡（烏克蘭語：Юнівка），是烏克蘭的村落，位於該國西部沃倫州，由沃洛德米爾區負責管轄，處於謝爾納河畔，始建於1946年，面積84平方公里，海拔高度213米，2001年人口216。